# Samuel Read Anderson
Samuel Read Anderson (17 februari 1804 – 2 januari 1883) was een Amerikaanse zakenman en officier tijdens de Mexicaans-Amerikaanse Oorlog. Hij was postmeester in Nashville, Tennessee tussen 1853 en 1861. Tijdens de Amerikaanse Burgeroorlog was hij een brigadegeneraal voor de Zuidelijke Staten. Hij voerde een gemengde brigade aan van infanterie en cavalerie in Virginia. In de lente van 1862 was zijn gezondheid te slecht voor actieve dienst. In de laatste jaren van de oorlog keerde hij terug om de diensplicht in Tennessee in goede banen te leiden.

## Vroege jaren
Samuel R. Anderson werd geboren in Bedford County (Virginia), Virginia. Hij was de zoon van Robert Anderson, een voormalige officier tijdens de Amerikaanse Revolutie. Zijn gezin verhuisde eerst naar Kentucky en daarna naar Tennessee. Daar zou Samuel Anderson opgroeien en naar school gaan. Tegen het midden van de jaren 1840 was Anderson gehuwd. Hij was een succesvolle zakenman geworden in Davidson County.
Tijdens de Mexicaans-Amerikaanse Oorlog rekruteerde hij vrijwilligers om in het federale leger te dienen. Hij ontving een benoeming als Luitenant-kolonel van de 1st Tennessee Volunteer Infantry Regiment en diende met zijn eenheid in Mexico.
Na de oorlog keerde hij terug naar Tennessee waar hij werk vond bij de Bank of Tennessee. In 1853 werd hij benoemd tot postmeester in Nashville. Hij vervulde deze functie tot aan het uitbreken van de Amerikaanse Burgeroorlog. Toen diende hij zijn ontslag in om dienst te nemen bij de pro-Zuidelijke eenheden.

## De Amerikaanse Burgeroorlog
Dankzij zijn eerdere militaire ervaring en zijn politieke connecties werd Anderson op 9 mei 1861 benoemd tot generaal-majoor door de gouverneur van Tennessee Isham G. Harris. Enkele weken later werden alle reeds opgerichte eenheden uit Tennessee opgenomen in het Provisional Army of the Confederate States. Op 9 juli werd Anderson benoemd tot brigadegeneraal in dit leger.
Hij voerde een gemengde brigade aan die bestond uit het 1st, 7th en 14th Tennessee Infantry en een peloton Tennessee cavalery. Zijn eenheid werd naar het westen van Virginia gestuurd waar ze onder het bevel van Robert E. Lee stonden. Ze speelden een rol tijdens de Slag bij Cheat Mountain. Daarna werd zijn eenheid naar William W. Loring gestuurd. Tijdens de winter van 1861 en 1862 dienden ze in de bergen van westelijk Virginia. Ze speelden ook een rol in de verdediging van Yorktown. Door de moeilijke omstandigheden verslechterde de gezondheid van Anderson. Hierdoor nam hij ontslag uit het leger op 10 mei 1862 en keerde terug naar huis.
Op 7 november 1864 nam hij opnieuw dienst in het Zuidelijke leger. Hij kreeg de rang van brigadegeneraal. Anderson aanvaardde een opdracht van de Zuidelijke president Jefferson Davis als verantwoordelijke voor het bureau voor dienstplichtigen in Tennessee. Hij moest evenwel zijn hoofdkwartier inrichten in Selma Alabama.

## Latere jaren
Toen de oorlog in 1865 beëindigd was, kon Anderson terugkeren naar Tennessee. Hij werd een succesvol zakenman in Nashville en was actief in verenigingen voor veteranen.
Samuel R. Anderson overleed in Nashville op 2 januari 1883 op 78-jarige leeftijd. Hij werd begraven in Nashville City Cemetery, Nashville, Tennessee.